# Contiki

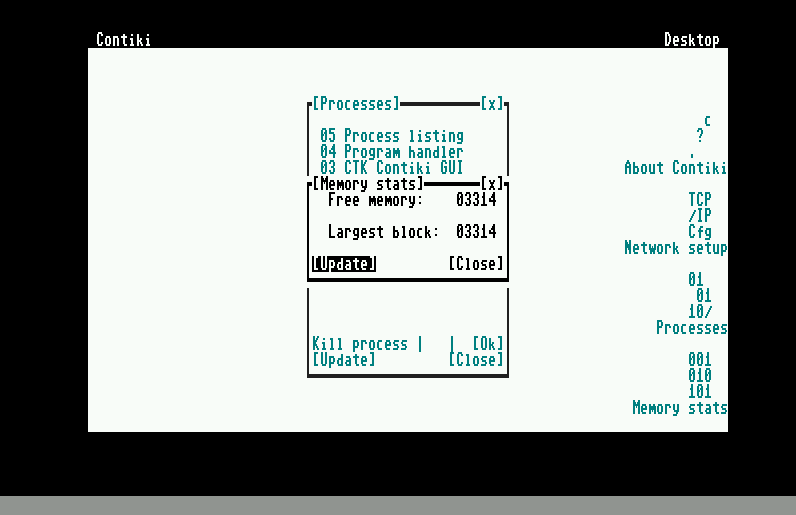
Contiki på Commodore 128 i 80-kolumnersläge

Contiki är ett lättvikts-operativsystem för multikörning (multitrådning) i inbyggda system med mycket begränsade minnesresurser där en nätverksanslutning ändå är ett krav. Systemet har utvecklats under ledning av Adam Dunkels vid gruppen för Nätverksinbyggda system på Swedish Institute of Computer Science.
Inspirationen till namnet har Adam Dunkels hämtat från Thor Heyerdahls flotte Kon-Tiki. Med hjälp av Contiki kan användaren bl.a. surfa på webben med mycket småskalig teknik, i analogi med Thor Heyerdahls flottexpedition, de traditionella webbläsarna utgör i denna jämförelse kolossala skepp.
En typisk hårdvara för Contiki kan vara utrustad med 2 kilobyte RAM- och 40 kilobyte ROM-minne. Användningsområdet för denna typ av operativsystem är idag många särskilt inom området trådlösa sensornätverk (ZigBee).